# Clovis Mollier
Pour les articles homonymes, voir Mollier.
Clovis Mollier est un prêtre français qui quitta son Ardèche natale en 1915, afin de fuir les nouvelles lois anticlériclales et de découvrir le Nouveau Monde.

## Biographie
Montseigneur Clovis Mollier parcouru le Canada de long en large (Coast to coast) pendant quarante années, au cours desquelles il écrivit plusieurs romans directement inspirés de ses rencontres et découvertes (dont Les broussards de l'Ouest, aux Éditions Fidès, Montréal). Il revint en Ardèche dans les années 1970, pour y finir sa vie. Le peintre Thierry Mollier, qui vit au Canada, descend de sa lignée.